# FC Dinamo București în sezonul 1965-1966
Sezonul 1965-66 este al 17-lea sezon pentru FC Dinamo București în Divizia A. După patru titluri consecutive, Dinamo încheie campionatul doar pe locul al treilea. În Cupa Campionilor Europeni, alb-roșii înfruntă pentru al doilea sezon consecutiv deținătoarea trofeului, Inter Milano, câștigând meciul de la București, dar fiind eliminați.

## Rezultate
| Divizia A | Divizia A          | Divizia A            | Divizia A | Divizia A |
| Etapa     | Data               | Adversar             | Stadion   | Rezultat  |
| --------- | ------------------ | -------------------- | --------- | --------- |
| 1         | 15 august 1965     | Siderurgistul Galați | deplasare | 3-2       |
| 2         | 22 august 1965     | Știința Timișoara    | acasă     | 2-3       |
| 3         | 29 august 1965     | Steagul Roșu Brașov  | deplasare | 1-4       |
| 4         | 5 septembrie 1965  | Rapid București      | acasă     | 0-2       |
| 5         | 5 decembrie 1965   | Știința Cluj         | acasă     | 4-0       |
| 6         | 26 septembrie 1965 | Dinamo Pitești       | deplasare | 1-2       |
| 7         | 3 octombrie 1965   | Steaua București     | deplasare | 3-3       |
| 8         | 10 octombrie 1965  | Crișul Oradea        | acasă     | 3-0       |
| 9         | 13 octombrie 1965  | UTA                  | deplasare | 0-3       |
| 10        | 31 octombrie 1965  | Știința Craiova      | deplasare | 0-0       |
| 11        | 7 noiembrie 1965   | Petrolul Ploiești    | acasă     | 2-1       |
| 12        | 10 noiembrie 1965  | CSMS Iași            | acasă     | 0-1       |
| 13        | 27 noiembrie 1965  | Farul Constanța      | deplasare | 1-1       |
| 14        | 20 martie 1966     | Siderurgistul Galați | acasă     | 4-0       |
| 15        | 27 martie 1966     | Poli Timișoara       | deplasare | 1-0       |
| 16        | 31 martie 1966     | Steagul Roșu Brașov  | acasă     | 1-0       |
| 17        | 10 aprilie 1966    | Rapid București      | deplasare | 0-0       |
| 18        | 17 aprilie 1966    | U Cluj               | deplasare | 1-2       |
| 19        | 2 mai 1966         | Dinamo Pitești       | acasă     | 1-1       |
| 20        | 8 mai 1966         | Steaua București     | acasă     | 1-1       |
| 21        | 15 mai 1966        | Crișul Oradea        | deplasare | 0-0       |
| 22        | 22 mai 1966        | UTA                  | acasă     | 0-1       |
| 23        | 5 iunie 1966       | Știința Craiova      | acasă     | 8-0       |
| 24        | 12 iunie 1966      | Petrolul Ploiești    | deplasare | 2-2       |
| 25        | 26 iunie 1966      | CSMS Iași            | deplasare | 2-1       |
| 26        | 10 iulie 1966      | Farul Constanța      | acasă     | 4-3       |

| Cupa României | Cupa României  | Cupa României    | Cupa României | Cupa României |
| Etapa         | Data           | Adversar         | Stadion       | Rezultat      |
| ------------- | -------------- | ---------------- | ------------- | ------------- |
| șaisprezecimi | 13 martie 1966 | Vagonul Arad     | deplasare     | 2-1           |
| optimi        | 11 mai 1966    | U Cluj           | Mediaș        | 3-1           |
| sferturi      | 22 iunie 1966  | Steaua București | București     | 0-2           |

| Legendă    |
| ---------- |
| victorie   |
| egal       |
| înfrângere |

## Cupa Campionilor Europeni
Tur preliminar - prima manșă
| 28 septembrie 1965 | Dinamo București                                                | 4 – 0 | BK Odense | Stadionul Republicii, București Spectatori: 9.812 Arbitru: Varazdinec (Iugoslavia) |
| 28 septembrie 1965 | Gheorghe Ene 50' Vasile Gergely 41' Constantin Frățilă 85', 88' |       |           | Stadionul Republicii, București Spectatori: 9.812 Arbitru: Varazdinec (Iugoslavia) |

| 6 octombrie 1965 | BK Odense                  | 2 – 3 | Dinamo București                                    | Stadionul Odense, Odense Spectatori: 7.500 Arbitru: Tricot (Franța) |
| 6 octombrie 1965 | Peterssen 29' A.Hansen 34' |       | Ion Nunweiller 7' Ion Pîrcălab 18' Gheorghe Ene 86' | Stadionul Odense, Odense Spectatori: 7.500 Arbitru: Tricot (Franța) |

Dinamo s-a calificat mai departe cu scorul general de 7-2.
Turul întâi - prima manșă
| 1 decembrie 1965 | Dinamo București                     | 2 – 1 | Internazionale Milano | Stadionul 23 August, București Spectatori: 18.912 Arbitru: Keller (Elveția) |
| 1 decembrie 1965 | Constantin Frățilă 26' Ion Hajdu 51' |       | Peiro 12'             | Stadionul 23 August, București Spectatori: 18.912 Arbitru: Keller (Elveția) |

| 16 decembrie 1965 | Internazionale Milano               | 2 – 0 | Dinamo București | San Siro, Milano Spectatori: 15.000 Arbitru: Mayer (Austria) |
| 16 decembrie 1965 | Al.Mazzola 68' (pen.) Facchetti 89' |       |                  | San Siro, Milano Spectatori: 15.000 Arbitru: Mayer (Austria) |

Inter Milano s-a calificat mai departe cu scorul general de 3-2.

## Echipa
Portari: Ilie Datcu, Iuliu Uțu.
Fundași: Dumitru Ivan, Ion Nunweiller, Lică Nunweiller, Lazăr Pârvu, Cornel Popa, Mircea Stoenescu, Constantin Ștefan.
Mijlocași: Vasile Gergely, Emil Petru, Octavian Popescu.
Atacanți: Florea Dumitrache, Gheorghe Ene, Constantin Frățilă, Gheorghe Grozea, Ion Hajdu, Vasile Ionescu, Mircea Lucescu, Radu Nunweiller, Ion Pîrcălab, Aurel Unguroiu, Iosif Varga.

### Transferuri
Iosif Varga revine în vară de la Dinamo Pitești, dar este apoi suspendat de propriul club pentru șase luni, la fel ca și Marcel Pigulea. Dinamo l-a mai adus tot de la Pitești pe Mircea Stoenescu.
Debutează în echipă Florea Dumitrache.